# ري كومو
ري كومو هو لاعب هوكي جليد كندي، ولد في 25 أكتوبر 1948 في مونتريال في كندا.

## وصلات خارجية
- ري كومو على موقع دوري الهوكي الوطني (الإنجليزية)
- ري كومو على موقع قاعة مشاهير الهوكي (لاعب أن.إتش.أل) (الإنجليزية)
- ري كومو على موقع EliteProspects.com (الإنجليزية)
- ري كومو على موقع HockeyDB.com (الإنجليزية)
- ري كومو على موقع Hockey-Reference.com (الإنجليزية)